# Eodorcadion novitzkyi
Eodorcadion novitzkyi är en skalbaggsart som först beskrevs av Suvorov 1909.  Eodorcadion novitzkyi ingår i släktet Eodorcadion och familjen långhorningar. Inga underarter finns listade i Catalogue of Life.